# 食事と身体活動、健康についての世界戦略
食事と身体活動、健康についての世界戦略（しょくじとしんたいかつどう、けんこうについてのせかいせんりゃく、英称:Global Strategy on Diet, Physical Activity and Health）は、2004年5月の世界保健総会により提唱された、非伝染性疾病対策についての世界戦略である。
食事と身体活動と健康に関する世界戦略とも呼ばれる。

## 背景
人生を通じて良好な健康を維持するためには、健康的な食事と定期的な身体活動を欠かすことはできない。不健康な食事と身体活動の低下は、血圧、血糖値の上昇、異常な血中脂質、過体重、肥満の原因となり、心臓血管疾病、癌、糖尿病といった慢性疾病をもたらす。
実際のところ、一年あたり、果物と野菜の摂取不足により270万人が、身体活動不足により190万人が死んでいるという試算がある。
2004年、世界保健機関は、不健康な食事と身体活動の低下に対して効果的な戦略を形成、実施することは、これらの疾病や死亡を減少させる、またとない機会であるとして、食事と身体活動、健康についての世界戦略を取りまとめた。

## 勧告
非伝染性疾病の決定要因は互いに影響し合っている。集団全体のリスクは、控えめな軽減であっても、累進的かつ持続的な恩恵をもたらすため、集団全体のリスクの軽減を勧告している。
そのためこれらの勧告は、個人のみを対象とはしておらず、喫煙の予防と管理のための効果的対策とともに、地域と国家の実行計画にも落とし込まれることが期待されており、そのため、持続的な政治的誓約と多くの利害関係者の協働が必要であるとしている。

### 食事についての勧告
- エネルギー・バランスと健康的な体重の獲得
- 総脂質からのエネルギー摂取制限と、飽和脂肪から不飽和脂肪への転換、トランス脂肪酸の禁止
- 果実と野菜、豆、穀物、木の実の摂取増大
- 糖質の摂取制限
- 塩分の摂取制限と、ヨウ素添加食塩の保証[注釈 1]

また、国家による政策と食事指針の準備の際には、それぞれの国の状況を配慮するよう求めている。

### 身体活動についての勧告
身体活動はエネルギー消費の重要な決定要因であり、そのためエネルギー・バランスと体重管理の基本である。身体活動は心臓血管疾病と糖尿病のリスクを低減し、肥満に関連した疾病に限らず多くの疾病に大きな恩恵をもたらす。また身体活動は、体重に変化がなかったとしても、血圧を下げ、高濃度のリポタンパク・コレステロールを改善し、過体重の人々の血糖管理を改善する。また大腸がんと女性の乳がんのリスクを下げる。
人生を通じた適切な水準の運動を勧告している。
- ほぼ毎日の最低30分の規則的な中程度の身体活動は、心臓血管疾病や糖尿病、大腸癌、乳癌のリスクを下げる
- 筋肉増強とバランス・トレーニングは、転倒を減らし、高齢者の身体機能を補う
- 体重管理のためには、より多くの身体活動が必要である